# Atyphella majuscula
Atyphella majuscula là một loài bọ cánh cứng trong họ Đom đóm (Lampyridae). Loài này được Lea miêu tả khoa học năm 1915.